# ملا-کامیش
ملا-کامیش (انگلیسی: Mulla-Kamysh) یک شهرک در شهرستان تویمازینسکی استان باشقیرستان کشور روسیه است.